# Sierra Nevada de Lagunas Bravas
A Sierra Nevada de Lagunas Bravas egy vulkáni komplexum az Andokban, Argentína és Chile határán. A komplexum a holocénben keletkezett, de pleisztocéni vulkanizmusra utaló nyomok is vannak. Az öregebb rész a keleti, Argentínában. A komplexum az Andok egyik legtávolabbi pontján fekszik, ezért körülményes a vizsgálata. Területe 225 km².